# Wczesne dwuliścienne
Wczesne dwuliścienne, dwuliścienne pierwotne, bazalne okrytozalążkowe (ang. paleodicots) — parafiletyczna i nieformalnie wyróżniana grupa roślin zawierająca klady roślin okrytozalążkowych, które w dawnych systemach klasyfikacyjnych zaliczane były do dwuliściennych, a powstały przed dwuliściennymi właściwymi (ang. eudicots). Część z tych roślin (rzędy Amborellales, Nymphaeales i Austrobaileyales) oddzieliła się od  wspólnego pnia drzewa filogenetycznego pozostałych okrytozalążkowych jeszcze przed wyodrębnieniem się monofiletycznego kladu roślin jednoliściennych. Zaliczane są tu także pozostałe klady o długiej historii, takie jak Chloranthales i klad magnoliowych obejmujący rzędy: Laurales, Magnoliales, Canellales, Piperales. Rośliny te łączy fakt wczesnego oddzielenia się od pozostałych okrytozalążkowych oraz plezjomorficzne (powstałe przed rozdzieleniem) cechy wspólne z jednoliściennymi, różne od cech dwuliściennych właściwych (np. rozproszone wiązki przewodzące, trójkrotne kwiaty, jednobruzdowe ziarna pyłku). 
Wczesne dwuliścienne były wymieszane wśród różnych taksonów dwuliściennych w dawnych systemach klasyfikacyjnych. W systemie Cronquista odpowiadają w części podklasie Magnoliidae (bez Ranunculales i Papaverales). W systemie Takhtajana odpowiadają częściowo podklasom Magnoliidae i Nymphaeidae.
Filogeneza roślin okrytonasiennych wciąż jest przedmiotem badań, których wyniki wprowadzają istotne zmiany w systemie naturalnym tych organizmów. Na przykład dopiero w publikacji z marca 2007 r. w Nature ogłoszono np. że jednym z najdawniejszych odgałęzień filogenetycznych roślin okrytonasiennych jest rodzina Hydatellaceae, zaliczana wcześniej do jednoliściennych.

## Relacje pokrewieństwa między taksonami zaliczanymi do grupy wczesnych dwuliściennych
Na podstawie Yang i in. (2020):
|   | zieleńcowce Chloranthales |
|   | |
|   | \| \| rogatkowce Ceratophyllales \| \| \| \| \| → \| dwuliścienne właściwe eudicots \| \| \| dwuliścienne właściwe eudicots \| |
|   | |
|   | rogatkowce Ceratophyllales |
|   | |
| → | dwuliścienne właściwe eudicots                                                                                                 |
|   | dwuliścienne właściwe eudicots                                                                                                 |

|   | rogatkowce Ceratophyllales     |
|   |                                |
| → | dwuliścienne właściwe eudicots |
|   | dwuliścienne właściwe eudicots |

|   | zieleńcowce Chloranthales |
|   | |
|   | \| \| rogatkowce Ceratophyllales \| \| \| \| \| → \| dwuliścienne właściwe eudicots \| \| \| dwuliścienne właściwe eudicots \| |
|   | |
|   | rogatkowce Ceratophyllales |
|   | |
| → | dwuliścienne właściwe eudicots                                                                                                 |
|   | dwuliścienne właściwe eudicots                                                                                                 |

|   | rogatkowce Ceratophyllales     |
|   |                                |
| → | dwuliścienne właściwe eudicots |
|   | dwuliścienne właściwe eudicots |

|   | zieleńcowce Chloranthales |
|   | |
|   | \| \| rogatkowce Ceratophyllales \| \| \| \| \| → \| dwuliścienne właściwe eudicots \| \| \| dwuliścienne właściwe eudicots \| |
|   | |
|   | rogatkowce Ceratophyllales |
|   | |
| → | dwuliścienne właściwe eudicots                                                                                                 |
|   | dwuliścienne właściwe eudicots                                                                                                 |

|   | rogatkowce Ceratophyllales     |
|   |                                |
| → | dwuliścienne właściwe eudicots |
|   | dwuliścienne właściwe eudicots |

|   | zieleńcowce Chloranthales |
|   | |
|   | \| \| rogatkowce Ceratophyllales \| \| \| \| \| → \| dwuliścienne właściwe eudicots \| \| \| dwuliścienne właściwe eudicots \| |
|   | |
|   | rogatkowce Ceratophyllales |
|   | |
| → | dwuliścienne właściwe eudicots                                                                                                 |
|   | dwuliścienne właściwe eudicots                                                                                                 |

|   | rogatkowce Ceratophyllales     |
|   |                                |
| → | dwuliścienne właściwe eudicots |
|   | dwuliścienne właściwe eudicots |

|   | zieleńcowce Chloranthales |
|   | |
|   | \| \| rogatkowce Ceratophyllales \| \| \| \| \| → \| dwuliścienne właściwe eudicots \| \| \| dwuliścienne właściwe eudicots \| |
|   | |
|   | rogatkowce Ceratophyllales |
|   | |
| → | dwuliścienne właściwe eudicots                                                                                                 |
|   | dwuliścienne właściwe eudicots                                                                                                 |

|   | rogatkowce Ceratophyllales     |
|   |                                |
| → | dwuliścienne właściwe eudicots |
|   | dwuliścienne właściwe eudicots |

|   | zieleńcowce Chloranthales |
|   | |
|   | \| \| rogatkowce Ceratophyllales \| \| \| \| \| → \| dwuliścienne właściwe eudicots \| \| \| dwuliścienne właściwe eudicots \| |
|   | |
|   | rogatkowce Ceratophyllales |
|   | |
| → | dwuliścienne właściwe eudicots                                                                                                 |
|   | dwuliścienne właściwe eudicots                                                                                                 |

|   | rogatkowce Ceratophyllales     |
|   |                                |
| → | dwuliścienne właściwe eudicots |
|   | dwuliścienne właściwe eudicots |

|   | zieleńcowce Chloranthales |
|   | |
|   | \| \| rogatkowce Ceratophyllales \| \| \| \| \| → \| dwuliścienne właściwe eudicots \| \| \| dwuliścienne właściwe eudicots \| |
|   | |
|   | rogatkowce Ceratophyllales |
|   | |
| → | dwuliścienne właściwe eudicots                                                                                                 |
|   | dwuliścienne właściwe eudicots                                                                                                 |

|   | rogatkowce Ceratophyllales     |
|   |                                |
| → | dwuliścienne właściwe eudicots |
|   | dwuliścienne właściwe eudicots |

|   | zieleńcowce Chloranthales |
|   | |
|   | \| \| rogatkowce Ceratophyllales \| \| \| \| \| → \| dwuliścienne właściwe eudicots \| \| \| dwuliścienne właściwe eudicots \| |
|   | |
|   | rogatkowce Ceratophyllales |
|   | |
| → | dwuliścienne właściwe eudicots                                                                                                 |
|   | dwuliścienne właściwe eudicots                                                                                                 |

|   | rogatkowce Ceratophyllales     |
|   |                                |
| → | dwuliścienne właściwe eudicots |
|   | dwuliścienne właściwe eudicots |

|   | zieleńcowce Chloranthales |
|   | |
|   | \| \| rogatkowce Ceratophyllales \| \| \| \| \| → \| dwuliścienne właściwe eudicots \| \| \| dwuliścienne właściwe eudicots \| |
|   | |
|   | rogatkowce Ceratophyllales |
|   | |
| → | dwuliścienne właściwe eudicots                                                                                                 |
|   | dwuliścienne właściwe eudicots                                                                                                 |

|   | rogatkowce Ceratophyllales     |
|   |                                |
| → | dwuliścienne właściwe eudicots |
|   | dwuliścienne właściwe eudicots |

|   | zieleńcowce Chloranthales |
|   | |
|   | \| \| rogatkowce Ceratophyllales \| \| \| \| \| → \| dwuliścienne właściwe eudicots \| \| \| dwuliścienne właściwe eudicots \| |
|   | |
|   | rogatkowce Ceratophyllales |
|   | |
| → | dwuliścienne właściwe eudicots                                                                                                 |
|   | dwuliścienne właściwe eudicots                                                                                                 |

|   | rogatkowce Ceratophyllales     |
|   |                                |
| → | dwuliścienne właściwe eudicots |
|   | dwuliścienne właściwe eudicots |

|   | zieleńcowce Chloranthales |
|   | |
|   | \| \| rogatkowce Ceratophyllales \| \| \| \| \| → \| dwuliścienne właściwe eudicots \| \| \| dwuliścienne właściwe eudicots \| |
|   | |
|   | rogatkowce Ceratophyllales |
|   | |
| → | dwuliścienne właściwe eudicots                                                                                                 |
|   | dwuliścienne właściwe eudicots                                                                                                 |

|   | rogatkowce Ceratophyllales     |
|   |                                |
| → | dwuliścienne właściwe eudicots |
|   | dwuliścienne właściwe eudicots |

|   | zieleńcowce Chloranthales |
|   | |
|   | \| \| rogatkowce Ceratophyllales \| \| \| \| \| → \| dwuliścienne właściwe eudicots \| \| \| dwuliścienne właściwe eudicots \| |
|   | |
|   | rogatkowce Ceratophyllales |
|   | |
| → | dwuliścienne właściwe eudicots                                                                                                 |
|   | dwuliścienne właściwe eudicots                                                                                                 |

|   | rogatkowce Ceratophyllales     |
|   |                                |
| → | dwuliścienne właściwe eudicots |
|   | dwuliścienne właściwe eudicots |

|   | zieleńcowce Chloranthales |
|   | |
|   | \| \| rogatkowce Ceratophyllales \| \| \| \| \| → \| dwuliścienne właściwe eudicots \| \| \| dwuliścienne właściwe eudicots \| |
|   | |
|   | rogatkowce Ceratophyllales |
|   | |
| → | dwuliścienne właściwe eudicots                                                                                                 |
|   | dwuliścienne właściwe eudicots                                                                                                 |

|   | rogatkowce Ceratophyllales     |
|   |                                |
| → | dwuliścienne właściwe eudicots |
|   | dwuliścienne właściwe eudicots |

|   | zieleńcowce Chloranthales |
|   | |
|   | \| \| rogatkowce Ceratophyllales \| \| \| \| \| → \| dwuliścienne właściwe eudicots \| \| \| dwuliścienne właściwe eudicots \| |
|   | |
|   | rogatkowce Ceratophyllales |
|   | |
| → | dwuliścienne właściwe eudicots                                                                                                 |
|   | dwuliścienne właściwe eudicots                                                                                                 |

|   | rogatkowce Ceratophyllales     |
|   |                                |
| → | dwuliścienne właściwe eudicots |
|   | dwuliścienne właściwe eudicots |

|   | zieleńcowce Chloranthales |
|   | |
|   | \| \| rogatkowce Ceratophyllales \| \| \| \| \| → \| dwuliścienne właściwe eudicots \| \| \| dwuliścienne właściwe eudicots \| |
|   | |
|   | rogatkowce Ceratophyllales |
|   | |
| → | dwuliścienne właściwe eudicots                                                                                                 |
|   | dwuliścienne właściwe eudicots                                                                                                 |

|   | rogatkowce Ceratophyllales     |
|   |                                |
| → | dwuliścienne właściwe eudicots |
|   | dwuliścienne właściwe eudicots |

|   | zieleńcowce Chloranthales |
|   | |
|   | \| \| rogatkowce Ceratophyllales \| \| \| \| \| → \| dwuliścienne właściwe eudicots \| \| \| dwuliścienne właściwe eudicots \| |
|   | |
|   | rogatkowce Ceratophyllales |
|   | |
| → | dwuliścienne właściwe eudicots                                                                                                 |
|   | dwuliścienne właściwe eudicots                                                                                                 |

|   | rogatkowce Ceratophyllales     |
|   |                                |
| → | dwuliścienne właściwe eudicots |
|   | dwuliścienne właściwe eudicots |

|   | zieleńcowce Chloranthales |
|   | |
|   | \| \| rogatkowce Ceratophyllales \| \| \| \| \| → \| dwuliścienne właściwe eudicots \| \| \| dwuliścienne właściwe eudicots \| |
|   | |
|   | rogatkowce Ceratophyllales |
|   | |
| → | dwuliścienne właściwe eudicots                                                                                                 |
|   | dwuliścienne właściwe eudicots                                                                                                 |

|   | rogatkowce Ceratophyllales     |
|   |                                |
| → | dwuliścienne właściwe eudicots |
|   | dwuliścienne właściwe eudicots |

|   | zieleńcowce Chloranthales |
|   | |
|   | \| \| rogatkowce Ceratophyllales \| \| \| \| \| → \| dwuliścienne właściwe eudicots \| \| \| dwuliścienne właściwe eudicots \| |
|   | |
|   | rogatkowce Ceratophyllales |
|   | |
| → | dwuliścienne właściwe eudicots                                                                                                 |
|   | dwuliścienne właściwe eudicots                                                                                                 |

|   | rogatkowce Ceratophyllales     |
|   |                                |
| → | dwuliścienne właściwe eudicots |
|   | dwuliścienne właściwe eudicots |

|   | zieleńcowce Chloranthales |
|   | |
|   | \| \| rogatkowce Ceratophyllales \| \| \| \| \| → \| dwuliścienne właściwe eudicots \| \| \| dwuliścienne właściwe eudicots \| |
|   | |
|   | rogatkowce Ceratophyllales |
|   | |
| → | dwuliścienne właściwe eudicots                                                                                                 |
|   | dwuliścienne właściwe eudicots                                                                                                 |

|   | rogatkowce Ceratophyllales     |
|   |                                |
| → | dwuliścienne właściwe eudicots |
|   | dwuliścienne właściwe eudicots |

|   | zieleńcowce Chloranthales |
|   | |
|   | \| \| rogatkowce Ceratophyllales \| \| \| \| \| → \| dwuliścienne właściwe eudicots \| \| \| dwuliścienne właściwe eudicots \| |
|   | |
|   | rogatkowce Ceratophyllales |
|   | |
| → | dwuliścienne właściwe eudicots                                                                                                 |
|   | dwuliścienne właściwe eudicots                                                                                                 |

|   | rogatkowce Ceratophyllales     |
|   |                                |
| → | dwuliścienne właściwe eudicots |
|   | dwuliścienne właściwe eudicots |

|   | zieleńcowce Chloranthales |
|   | |
|   | \| \| rogatkowce Ceratophyllales \| \| \| \| \| → \| dwuliścienne właściwe eudicots \| \| \| dwuliścienne właściwe eudicots \| |
|   | |
|   | rogatkowce Ceratophyllales |
|   | |
| → | dwuliścienne właściwe eudicots                                                                                                 |
|   | dwuliścienne właściwe eudicots                                                                                                 |

|   | rogatkowce Ceratophyllales     |
|   |                                |
| → | dwuliścienne właściwe eudicots |
|   | dwuliścienne właściwe eudicots |

|   | zieleńcowce Chloranthales |
|   | |
|   | \| \| rogatkowce Ceratophyllales \| \| \| \| \| → \| dwuliścienne właściwe eudicots \| \| \| dwuliścienne właściwe eudicots \| |
|   | |
|   | rogatkowce Ceratophyllales |
|   | |
| → | dwuliścienne właściwe eudicots                                                                                                 |
|   | dwuliścienne właściwe eudicots                                                                                                 |

|   | rogatkowce Ceratophyllales     |
|   |                                |
| → | dwuliścienne właściwe eudicots |
|   | dwuliścienne właściwe eudicots |

|   | zieleńcowce Chloranthales |
|   | |
|   | \| \| rogatkowce Ceratophyllales \| \| \| \| \| → \| dwuliścienne właściwe eudicots \| \| \| dwuliścienne właściwe eudicots \| |
|   | |
|   | rogatkowce Ceratophyllales |
|   | |
| → | dwuliścienne właściwe eudicots                                                                                                 |
|   | dwuliścienne właściwe eudicots                                                                                                 |

|   | rogatkowce Ceratophyllales     |
|   |                                |
| → | dwuliścienne właściwe eudicots |
|   | dwuliścienne właściwe eudicots |

|   | zieleńcowce Chloranthales |
|   | |
|   | \| \| rogatkowce Ceratophyllales \| \| \| \| \| → \| dwuliścienne właściwe eudicots \| \| \| dwuliścienne właściwe eudicots \| |
|   | |
|   | rogatkowce Ceratophyllales |
|   | |
| → | dwuliścienne właściwe eudicots                                                                                                 |
|   | dwuliścienne właściwe eudicots                                                                                                 |

|   | rogatkowce Ceratophyllales     |
|   |                                |
| → | dwuliścienne właściwe eudicots |
|   | dwuliścienne właściwe eudicots |

|   | zieleńcowce Chloranthales |
|   | |
|   | \| \| rogatkowce Ceratophyllales \| \| \| \| \| → \| dwuliścienne właściwe eudicots \| \| \| dwuliścienne właściwe eudicots \| |
|   | |
|   | rogatkowce Ceratophyllales |
|   | |
| → | dwuliścienne właściwe eudicots                                                                                                 |
|   | dwuliścienne właściwe eudicots                                                                                                 |

|   | rogatkowce Ceratophyllales     |
|   |                                |
| → | dwuliścienne właściwe eudicots |
|   | dwuliścienne właściwe eudicots |

|   | zieleńcowce Chloranthales |
|   | |
|   | \| \| rogatkowce Ceratophyllales \| \| \| \| \| → \| dwuliścienne właściwe eudicots \| \| \| dwuliścienne właściwe eudicots \| |
|   | |
|   | rogatkowce Ceratophyllales |
|   | |
| → | dwuliścienne właściwe eudicots                                                                                                 |
|   | dwuliścienne właściwe eudicots                                                                                                 |

|   | rogatkowce Ceratophyllales     |
|   |                                |
| → | dwuliścienne właściwe eudicots |
|   | dwuliścienne właściwe eudicots |

|   | zieleńcowce Chloranthales |
|   | |
|   | \| \| rogatkowce Ceratophyllales \| \| \| \| \| → \| dwuliścienne właściwe eudicots \| \| \| dwuliścienne właściwe eudicots \| |
|   | |
|   | rogatkowce Ceratophyllales |
|   | |
| → | dwuliścienne właściwe eudicots                                                                                                 |
|   | dwuliścienne właściwe eudicots                                                                                                 |

|   | rogatkowce Ceratophyllales     |
|   |                                |
| → | dwuliścienne właściwe eudicots |
|   | dwuliścienne właściwe eudicots |

|   | zieleńcowce Chloranthales |
|   | |
|   | \| \| rogatkowce Ceratophyllales \| \| \| \| \| → \| dwuliścienne właściwe eudicots \| \| \| dwuliścienne właściwe eudicots \| |
|   | |
|   | rogatkowce Ceratophyllales |
|   | |
| → | dwuliścienne właściwe eudicots                                                                                                 |
|   | dwuliścienne właściwe eudicots                                                                                                 |

|   | rogatkowce Ceratophyllales     |
|   |                                |
| → | dwuliścienne właściwe eudicots |
|   | dwuliścienne właściwe eudicots |

|   | zieleńcowce Chloranthales |
|   | |
|   | \| \| rogatkowce Ceratophyllales \| \| \| \| \| → \| dwuliścienne właściwe eudicots \| \| \| dwuliścienne właściwe eudicots \| |
|   | |
|   | rogatkowce Ceratophyllales |
|   | |
| → | dwuliścienne właściwe eudicots                                                                                                 |
|   | dwuliścienne właściwe eudicots                                                                                                 |

|   | rogatkowce Ceratophyllales     |
|   |                                |
| → | dwuliścienne właściwe eudicots |
|   | dwuliścienne właściwe eudicots |

|   | zieleńcowce Chloranthales |
|   | |
|   | \| \| rogatkowce Ceratophyllales \| \| \| \| \| → \| dwuliścienne właściwe eudicots \| \| \| dwuliścienne właściwe eudicots \| |
|   | |
|   | rogatkowce Ceratophyllales |
|   | |
| → | dwuliścienne właściwe eudicots                                                                                                 |
|   | dwuliścienne właściwe eudicots                                                                                                 |

|   | rogatkowce Ceratophyllales     |
|   |                                |
| → | dwuliścienne właściwe eudicots |
|   | dwuliścienne właściwe eudicots |

|   | zieleńcowce Chloranthales |
|   | |
|   | \| \| rogatkowce Ceratophyllales \| \| \| \| \| → \| dwuliścienne właściwe eudicots \| \| \| dwuliścienne właściwe eudicots \| |
|   | |
|   | rogatkowce Ceratophyllales |
|   | |
| → | dwuliścienne właściwe eudicots                                                                                                 |
|   | dwuliścienne właściwe eudicots                                                                                                 |

|   | rogatkowce Ceratophyllales     |
|   |                                |
| → | dwuliścienne właściwe eudicots |
|   | dwuliścienne właściwe eudicots |

|   | zieleńcowce Chloranthales |
|   | |
|   | \| \| rogatkowce Ceratophyllales \| \| \| \| \| → \| dwuliścienne właściwe eudicots \| \| \| dwuliścienne właściwe eudicots \| |
|   | |
|   | rogatkowce Ceratophyllales |
|   | |
| → | dwuliścienne właściwe eudicots                                                                                                 |
|   | dwuliścienne właściwe eudicots                                                                                                 |

|   | rogatkowce Ceratophyllales     |
|   |                                |
| → | dwuliścienne właściwe eudicots |
|   | dwuliścienne właściwe eudicots |

Na podstawie APweb (aktualizowany system APG IV z 2016):
|   | zieleńcowce Chloranthales |
|   |                           |
| → | magnoliowe Magnoliidae    |
|   | magnoliowe Magnoliidae    |

| → | jednoliścienne monocots |
|   | jednoliścienne monocots |
|   | \| \| rogatkowce Ceratophyllales \| \| \| \| \| → \| dwuliścienne właściwe eudicots \| \| \| dwuliścienne właściwe eudicots \| |
|   | |
|   | rogatkowce Ceratophyllales |
|   | |
| → | dwuliścienne właściwe eudicots                                                                                                 |
|   | dwuliścienne właściwe eudicots                                                                                                 |

|   | rogatkowce Ceratophyllales     |
|   |                                |
| → | dwuliścienne właściwe eudicots |
|   | dwuliścienne właściwe eudicots |

|   | zieleńcowce Chloranthales |
|   |                           |
| → | magnoliowe Magnoliidae    |
|   | magnoliowe Magnoliidae    |

| → | jednoliścienne monocots |
|   | jednoliścienne monocots |
|   | \| \| rogatkowce Ceratophyllales \| \| \| \| \| → \| dwuliścienne właściwe eudicots \| \| \| dwuliścienne właściwe eudicots \| |
|   | |
|   | rogatkowce Ceratophyllales |
|   | |
| → | dwuliścienne właściwe eudicots                                                                                                 |
|   | dwuliścienne właściwe eudicots                                                                                                 |

|   | rogatkowce Ceratophyllales     |
|   |                                |
| → | dwuliścienne właściwe eudicots |
|   | dwuliścienne właściwe eudicots |

|   | zieleńcowce Chloranthales |
|   |                           |
| → | magnoliowe Magnoliidae    |
|   | magnoliowe Magnoliidae    |

| → | jednoliścienne monocots |
|   | jednoliścienne monocots |
|   | \| \| rogatkowce Ceratophyllales \| \| \| \| \| → \| dwuliścienne właściwe eudicots \| \| \| dwuliścienne właściwe eudicots \| |
|   | |
|   | rogatkowce Ceratophyllales |
|   | |
| → | dwuliścienne właściwe eudicots                                                                                                 |
|   | dwuliścienne właściwe eudicots                                                                                                 |

|   | rogatkowce Ceratophyllales     |
|   |                                |
| → | dwuliścienne właściwe eudicots |
|   | dwuliścienne właściwe eudicots |

|   | zieleńcowce Chloranthales |
|   |                           |
| → | magnoliowe Magnoliidae    |
|   | magnoliowe Magnoliidae    |

| → | jednoliścienne monocots |
|   | jednoliścienne monocots |
|   | \| \| rogatkowce Ceratophyllales \| \| \| \| \| → \| dwuliścienne właściwe eudicots \| \| \| dwuliścienne właściwe eudicots \| |
|   | |
|   | rogatkowce Ceratophyllales |
|   | |
| → | dwuliścienne właściwe eudicots                                                                                                 |
|   | dwuliścienne właściwe eudicots                                                                                                 |

|   | rogatkowce Ceratophyllales     |
|   |                                |
| → | dwuliścienne właściwe eudicots |
|   | dwuliścienne właściwe eudicots |

|   | zieleńcowce Chloranthales |
|   |                           |
| → | magnoliowe Magnoliidae    |
|   | magnoliowe Magnoliidae    |

| → | jednoliścienne monocots |
|   | jednoliścienne monocots |
|   | \| \| rogatkowce Ceratophyllales \| \| \| \| \| → \| dwuliścienne właściwe eudicots \| \| \| dwuliścienne właściwe eudicots \| |
|   | |
|   | rogatkowce Ceratophyllales |
|   | |
| → | dwuliścienne właściwe eudicots                                                                                                 |
|   | dwuliścienne właściwe eudicots                                                                                                 |

|   | rogatkowce Ceratophyllales     |
|   |                                |
| → | dwuliścienne właściwe eudicots |
|   | dwuliścienne właściwe eudicots |

|   | zieleńcowce Chloranthales |
|   |                           |
| → | magnoliowe Magnoliidae    |
|   | magnoliowe Magnoliidae    |

| → | jednoliścienne monocots |
|   | jednoliścienne monocots |
|   | \| \| rogatkowce Ceratophyllales \| \| \| \| \| → \| dwuliścienne właściwe eudicots \| \| \| dwuliścienne właściwe eudicots \| |
|   | |
|   | rogatkowce Ceratophyllales |
|   | |
| → | dwuliścienne właściwe eudicots                                                                                                 |
|   | dwuliścienne właściwe eudicots                                                                                                 |

|   | rogatkowce Ceratophyllales     |
|   |                                |
| → | dwuliścienne właściwe eudicots |
|   | dwuliścienne właściwe eudicots |

|   | zieleńcowce Chloranthales |
|   |                           |
| → | magnoliowe Magnoliidae    |
|   | magnoliowe Magnoliidae    |

| → | jednoliścienne monocots |
|   | jednoliścienne monocots |
|   | \| \| rogatkowce Ceratophyllales \| \| \| \| \| → \| dwuliścienne właściwe eudicots \| \| \| dwuliścienne właściwe eudicots \| |
|   | |
|   | rogatkowce Ceratophyllales |
|   | |
| → | dwuliścienne właściwe eudicots                                                                                                 |
|   | dwuliścienne właściwe eudicots                                                                                                 |

|   | rogatkowce Ceratophyllales     |
|   |                                |
| → | dwuliścienne właściwe eudicots |
|   | dwuliścienne właściwe eudicots |

|   | zieleńcowce Chloranthales |
|   |                           |
| → | magnoliowe Magnoliidae    |
|   | magnoliowe Magnoliidae    |

| → | jednoliścienne monocots |
|   | jednoliścienne monocots |
|   | \| \| rogatkowce Ceratophyllales \| \| \| \| \| → \| dwuliścienne właściwe eudicots \| \| \| dwuliścienne właściwe eudicots \| |
|   | |
|   | rogatkowce Ceratophyllales |
|   | |
| → | dwuliścienne właściwe eudicots                                                                                                 |
|   | dwuliścienne właściwe eudicots                                                                                                 |

|   | rogatkowce Ceratophyllales     |
|   |                                |
| → | dwuliścienne właściwe eudicots |
|   | dwuliścienne właściwe eudicots |

|   | zieleńcowce Chloranthales |
|   |                           |
| → | magnoliowe Magnoliidae    |
|   | magnoliowe Magnoliidae    |

| → | jednoliścienne monocots |
|   | jednoliścienne monocots |
|   | \| \| rogatkowce Ceratophyllales \| \| \| \| \| → \| dwuliścienne właściwe eudicots \| \| \| dwuliścienne właściwe eudicots \| |
|   | |
|   | rogatkowce Ceratophyllales |
|   | |
| → | dwuliścienne właściwe eudicots                                                                                                 |
|   | dwuliścienne właściwe eudicots                                                                                                 |

|   | rogatkowce Ceratophyllales     |
|   |                                |
| → | dwuliścienne właściwe eudicots |
|   | dwuliścienne właściwe eudicots |

|   | zieleńcowce Chloranthales |
|   |                           |
| → | magnoliowe Magnoliidae    |
|   | magnoliowe Magnoliidae    |

| → | jednoliścienne monocots |
|   | jednoliścienne monocots |
|   | \| \| rogatkowce Ceratophyllales \| \| \| \| \| → \| dwuliścienne właściwe eudicots \| \| \| dwuliścienne właściwe eudicots \| |
|   | |
|   | rogatkowce Ceratophyllales |
|   | |
| → | dwuliścienne właściwe eudicots                                                                                                 |
|   | dwuliścienne właściwe eudicots                                                                                                 |

|   | rogatkowce Ceratophyllales     |
|   |                                |
| → | dwuliścienne właściwe eudicots |
|   | dwuliścienne właściwe eudicots |

|   | zieleńcowce Chloranthales |
|   |                           |
| → | magnoliowe Magnoliidae    |
|   | magnoliowe Magnoliidae    |

| → | jednoliścienne monocots |
|   | jednoliścienne monocots |
|   | \| \| rogatkowce Ceratophyllales \| \| \| \| \| → \| dwuliścienne właściwe eudicots \| \| \| dwuliścienne właściwe eudicots \| |
|   | |
|   | rogatkowce Ceratophyllales |
|   | |
| → | dwuliścienne właściwe eudicots                                                                                                 |
|   | dwuliścienne właściwe eudicots                                                                                                 |

|   | rogatkowce Ceratophyllales     |
|   |                                |
| → | dwuliścienne właściwe eudicots |
|   | dwuliścienne właściwe eudicots |

|   | zieleńcowce Chloranthales |
|   |                           |
| → | magnoliowe Magnoliidae    |
|   | magnoliowe Magnoliidae    |

| → | jednoliścienne monocots |
|   | jednoliścienne monocots |
|   | \| \| rogatkowce Ceratophyllales \| \| \| \| \| → \| dwuliścienne właściwe eudicots \| \| \| dwuliścienne właściwe eudicots \| |
|   | |
|   | rogatkowce Ceratophyllales |
|   | |
| → | dwuliścienne właściwe eudicots                                                                                                 |
|   | dwuliścienne właściwe eudicots                                                                                                 |

|   | rogatkowce Ceratophyllales     |
|   |                                |
| → | dwuliścienne właściwe eudicots |
|   | dwuliścienne właściwe eudicots |

|   | zieleńcowce Chloranthales |
|   |                           |
| → | magnoliowe Magnoliidae    |
|   | magnoliowe Magnoliidae    |

| → | jednoliścienne monocots |
|   | jednoliścienne monocots |
|   | \| \| rogatkowce Ceratophyllales \| \| \| \| \| → \| dwuliścienne właściwe eudicots \| \| \| dwuliścienne właściwe eudicots \| |
|   | |
|   | rogatkowce Ceratophyllales |
|   | |
| → | dwuliścienne właściwe eudicots                                                                                                 |
|   | dwuliścienne właściwe eudicots                                                                                                 |

|   | rogatkowce Ceratophyllales     |
|   |                                |
| → | dwuliścienne właściwe eudicots |
|   | dwuliścienne właściwe eudicots |

|   | zieleńcowce Chloranthales |
|   |                           |
| → | magnoliowe Magnoliidae    |
|   | magnoliowe Magnoliidae    |

| → | jednoliścienne monocots |
|   | jednoliścienne monocots |
|   | \| \| rogatkowce Ceratophyllales \| \| \| \| \| → \| dwuliścienne właściwe eudicots \| \| \| dwuliścienne właściwe eudicots \| |
|   | |
|   | rogatkowce Ceratophyllales |
|   | |
| → | dwuliścienne właściwe eudicots                                                                                                 |
|   | dwuliścienne właściwe eudicots                                                                                                 |

|   | rogatkowce Ceratophyllales     |
|   |                                |
| → | dwuliścienne właściwe eudicots |
|   | dwuliścienne właściwe eudicots |

|   | zieleńcowce Chloranthales |
|   |                           |
| → | magnoliowe Magnoliidae    |
|   | magnoliowe Magnoliidae    |

| → | jednoliścienne monocots |
|   | jednoliścienne monocots |
|   | \| \| rogatkowce Ceratophyllales \| \| \| \| \| → \| dwuliścienne właściwe eudicots \| \| \| dwuliścienne właściwe eudicots \| |
|   | |
|   | rogatkowce Ceratophyllales |
|   | |
| → | dwuliścienne właściwe eudicots                                                                                                 |
|   | dwuliścienne właściwe eudicots                                                                                                 |

|   | rogatkowce Ceratophyllales     |
|   |                                |
| → | dwuliścienne właściwe eudicots |
|   | dwuliścienne właściwe eudicots |

|   | zieleńcowce Chloranthales |
|   |                           |
| → | magnoliowe Magnoliidae    |
|   | magnoliowe Magnoliidae    |

| → | jednoliścienne monocots |
|   | jednoliścienne monocots |
|   | \| \| rogatkowce Ceratophyllales \| \| \| \| \| → \| dwuliścienne właściwe eudicots \| \| \| dwuliścienne właściwe eudicots \| |
|   | |
|   | rogatkowce Ceratophyllales |
|   | |
| → | dwuliścienne właściwe eudicots                                                                                                 |
|   | dwuliścienne właściwe eudicots                                                                                                 |

|   | rogatkowce Ceratophyllales     |
|   |                                |
| → | dwuliścienne właściwe eudicots |
|   | dwuliścienne właściwe eudicots |